# دانشکده کشاورزی دانشگاه آزاد اسلامی واحد رودهن
دانشگاه آزاد اسلامی واحد رودهن در سال ۱۳۶۲ تأسیس شد و دانشکده کشاورزی رودهن نیز با رشته کاردانی پیوسته امور زراعی و باغی درهمین سال به وجود آمد. هم‌اکنون دانشکده کشاورزی رودهن دارای گرایش‌های زراعت (در دو مقطع کارشناسی و کارشناسی ارشد)، تولیدات گیاهی (در مقاطع کاردانی و کارشناسی)، رشته خاک‌شناسی، اصلاح نباتات، اقتصاد کشاورزی، ماشین آلات، باغبانی و محیط زیست (در مقطع کارشناسی) می‌باشد.

## کادر علمی و دانشجویان
بنابر گفته معاون این دانشکده در سال ۱۳۸۸ رشته کشاورزی این دانشگاه ۱۹ استاد یار تمام وقت و ۲ نیمه وقت، ۱۵ دانشجوی دکتری، ۵ مربی، ۵ مسئول آزمایشگاه، ۷۱دانشجوی کارشناسی ارشد، ۱۱۱۵ دانشجو در مقطع کارشناسی و ۱۶۵ دانشجو در مقطع کاردانی داشته‌است.

## امکانات آموزشی و پژوهشی
این دانشگاه دارای امکانات آزمایشگاهی و تحقیقاتی متعددی می‌باشد.

### مزارع و گلخانه
مزارع و گلخانه‌های تحقیقاتی و آموزشی این دانشکده عبارتند از:
- مزرعه تحقیقاتی آموزشی کولیک (۱۵ هکتار باغ و ۵ هکتار زمین کشاورزی و ۳ حلقه چاه و یک سوله ماشین آلات) با وسعت ۳۰ هکتار
- گلخانه آموزشی کولیک با وسعت ۵۰۰ متر مربع
- گلخانه مجتمع ۱۰۰ متر مربع[۱][۴]

### آزمایشگاه‌ها

نمای دانشگاه آزاد اسلامی واحد رودهن

آزمایشگاه‌های این دانشکده عبارتند از:
- آزمایشگاه حشره‌شناسی و بیماری‌های گیاهی
- آزمایشگاه گیاه‌شناسی مجتمع
- آزمایشگاه زراعت
- آزمایشگاه ژنتیک و فیزیولوژی گیاهان زراعی
- آزمایشگاه میکروبیولوژی
- آزمایشگاه هرباریوم
- آزمایشگاه کشت بافت
- آزمایشگاه جانورشناسی و فیزیولوژی جانوری
- آزمایشگاه زیست‌شناسی سلولی و ملکولی، بافت شناسی، جنین‌شناسی ژنتیک
- آزمایشگاه بیوشیمی
- آزمایشگاه شیمی خاک
- آزمایشگاه آبیاری و زه کشی
- آزمایشگاه خاک شناسی
- آزمایشگاه فیزیک خاک
- آزمایشگاه شیمی مجتمع
- آزمایشگاه آلودگی آب
- آزمایشگاه شیمی و خاکشناسی مرکز
- آزمایشگاه آلودگیها
- آزمایشگاه زمین‌شناسی مرکز
- آزمایشگاه تخصصی محیط زیست
- آزمایشگاه گیاه‌شناسی- جانورشناسی و آبزیان
- آزمایشگاه هوا و اقلیم شناسی[۴]

### کارگاه‌های کشاورزی
- کارگاه ماشین آلات کشاورزی مجتمع
- کارگاه ماشین آلات کشاورزی کولیک
- کارگاه نقشه‌برداری کشاورزی[۴]